# Ford Spur
Il Ford Spur, (in lingua inglese: Sperone Ford), è un prominente sperone roccioso antartico che marca l'estremità sudoccidentale del Haynes Table e indica la confluenza tra il Ghiacciaio Keltie e il Ghiacciaio Brandau, nei Monti della Regina Maud, in Antartide. 
La denominazione è stata assegnata dalla New Zealand Geological Survey Antarctic Expedition (1961–62) in onore di C. Reginald Ford, magazziniere della Spedizione Discovery, la spedizione nazionale antartica britannica al Polo Sud del 1901-1904, guidata dall'esploratore inglese Robert Falcon Scott.